# 2002年7月中国大陆

## 7月4日
- “西气东输”开工典礼举行。该工程西起新疆轮南，途经十个省区市，全长四千公里[1][2][3]。

## 7月7日
- 江苏连云港市西南城郊约7公里海州区双龙村花园路建筑工地上发现一座西汉晚期古墓，墓葬还出土一具保存完好的女性尸体，尸身皮肤基本完好，仍保有弹性和韧性，神经和内脏器官保存基本完整，并出土文物器件80余。

## 7月9日
- 中国共产党中央委员会印发《党政领导干部选拔任用条例》[4][5]。

## 7月22日
- 中共中央政治局常委、中央书记处书记胡锦涛在全国学习贯彻《条例》电视电话会议上讲话，强调这个条例是我们党关于党政领导干部选拔任用工作的基本规章，也是从源头上预防和治理用人上不正之风的有力武器[6]。

## 7月24日
- 刘晓庆因逃税案，被北京市人民检察院逮捕[7]。